# 핏푸정
핏푸정(일본어: 比布町)은 일본 홋카이도 가미카와 지방 중부 가미카와군에 있는 정이다.

## 지리
가미카와 분지 북서부에 있고, 정의 남쪽 경계를 이시카리강이 흐른다. 정의 북단에 시오카리 고개가 있어 왓사무정과의 경계를 이룬다.

### 기후
| 핏푸정의 기후                                                | 핏푸정의 기후 | 핏푸정의 기후 | 핏푸정의 기후 | 핏푸정의 기후 | 핏푸정의 기후 | 핏푸정의 기후 | 핏푸정의 기후 | 핏푸정의 기후 | 핏푸정의 기후 | 핏푸정의 기후 | 핏푸정의 기후 | 핏푸정의 기후 | 핏푸정의 기후   |
| 월                                                           | 1월           | 2월           | 3월           | 4월           | 5월           | 6월           | 7월           | 8월           | 9월           | 10월          | 11월          | 12월          | 연간            |
| ------------------------------------------------------------ | ------------- | ------------- | ------------- | ------------- | ------------- | ------------- | ------------- | ------------- | ------------- | ------------- | ------------- | ------------- | --------------- |
| 역대 최고 기온 °C (°F)                                       | 6.6 (43.9)    | 11.1 (52.0)   | 14.3 (57.7)   | 28.2 (82.8)   | 33.4 (92.1)   | 35.9 (96.6)   | 35.8 (96.4)   | 36.9 (98.4)   | 32.6 (90.7)   | 25.3 (77.5)   | 20.8 (69.4)   | 12.0 (53.6)   | 36.9 (98.4)     |
| 일평균 최고 기온 °C (°F)                                     | −4.2 (24.4)   | −2.6 (27.3)   | 2.3 (36.1)    | 10.3 (50.5)   | 18.3 (64.9)   | 22.8 (73.0)   | 26.1 (79.0)   | 26.3 (79.3)   | 21.8 (71.2)   | 14.5 (58.1)   | 5.6 (42.1)    | −1.7 (28.9)   | 11.6 (52.9)     |
| 일일 평균 기온 °C (°F)                                       | −8.3 (17.1)   | −7.3 (18.9)   | −2.5 (27.5)   | 4.6 (40.3)    | 11.8 (53.2)   | 16.6 (61.9)   | 20.4 (68.7)   | 20.6 (69.1)   | 15.8 (60.4)   | 8.8 (47.8)    | 1.7 (35.1)    | −5.2 (22.6)   | 6.4 (43.6)      |
| 일평균 최저 기온 °C (°F)                                     | −13.6 (7.5)   | −13.2 (8.2)   | −8.0 (17.6)   | −1.0 (30.2)   | 5.7 (42.3)    | 11.3 (52.3)   | 15.7 (60.3)   | 16.0 (60.8)   | 10.7 (51.3)   | 3.8 (38.8)    | −2.1 (28.2)   | −9.5 (14.9)   | 1.3 (34.4)      |
| 역대 최저 기온 °C (°F)                                       | −31.4 (−24.5) | −30.7 (−23.3) | −25.7 (−14.3) | −14.3 (6.3)   | −3.4 (25.9)   | 1.0 (33.8)    | 5.5 (41.9)    | 6.7 (44.1)    | 0.0 (32.0)    | −4.8 (23.4)   | −19.9 (−3.8)  | −26.3 (−15.3) | −31.4 (−24.5)   |
| 평균 강수량 mm (인치)                                        | 52.6 (2.07)   | 41.7 (1.64)   | 47.5 (1.87)   | 48.7 (1.92)   | 74.4 (2.93)   | 70.7 (2.78)   | 143.7 (5.66)  | 154.1 (6.07)  | 146.8 (5.78)  | 111.0 (4.37)  | 107.0 (4.21)  | 80.6 (3.17)   | 1,081.7 (42.59) |
| 평균 강수일수 (≥ 1.0 mm)                                     | 18.2          | 14.2          | 14.1          | 11.0          | 11.6          | 9.7           | 12.1          | 12.3          | 14.1          | 16.2          | 19.1          | 21.3          | 173.9           |
| 평균 월간 일조시간                                           | 63.7          | 88.0          | 124.9         | 156.0         | 190.5         | 173.8         | 167.1         | 161.0         | 147.0         | 117.8         | 54.2          | 42.3          | 1,486.4         |
| 출처: 일본 기상청 (평년값: 1991년~2020년, 극값: 1977년~현재) |               |               |               |               |               |               |               |               |               |               |               |               |                 |

### 인접한 자치체
- 가미카와 종합진흥국
  - 아사히카와시
  - 시베쓰시
  - 가미카와군 도마정, 아이베쓰정
  - 데시오국 왓사무정

## 역사
이름은 아이누어의 ‘피피’(ピピ) 혹은 ‘피프’(ピプ, 돌이 많은 곳)에서 유래된 것으로 여겨진다.
- 1895년 - 시가현, 가가와현, 에히메현에서 일부 주민들이 핏푸 원야로 이주했다.
- 1906년 - 가미카와군 다카스촌(현 다카스정)에서 분리되어 핏푸촌이 성립하였다.
- 1962년 - 정으로 승격해 핏푸정이 되었다.

## 경제
농업의 중심은 벼농사이지만 야채나 과일로의 전작도 진행되고 있다. 특히 딸기는 명산품이 되고 있다.

## 교통

### 철도
- 홋카이도 여객철도 소야 본선

### 도로
- 아사히카와몬베쓰 자동차도(일본어판)
- 국도 39호선
- 국도 40호선